# Ulrico I de Wurtemberg
Ulrico I, conde de Wurtemberg (1226-25 de febrero de 1265), conocido también como “Ulrico, el fundador” o “Ulrich mit dem Daumen”, fue un conde de Wurtemberg desde alrededor del año 1241 hasta su muerte.

## Vida

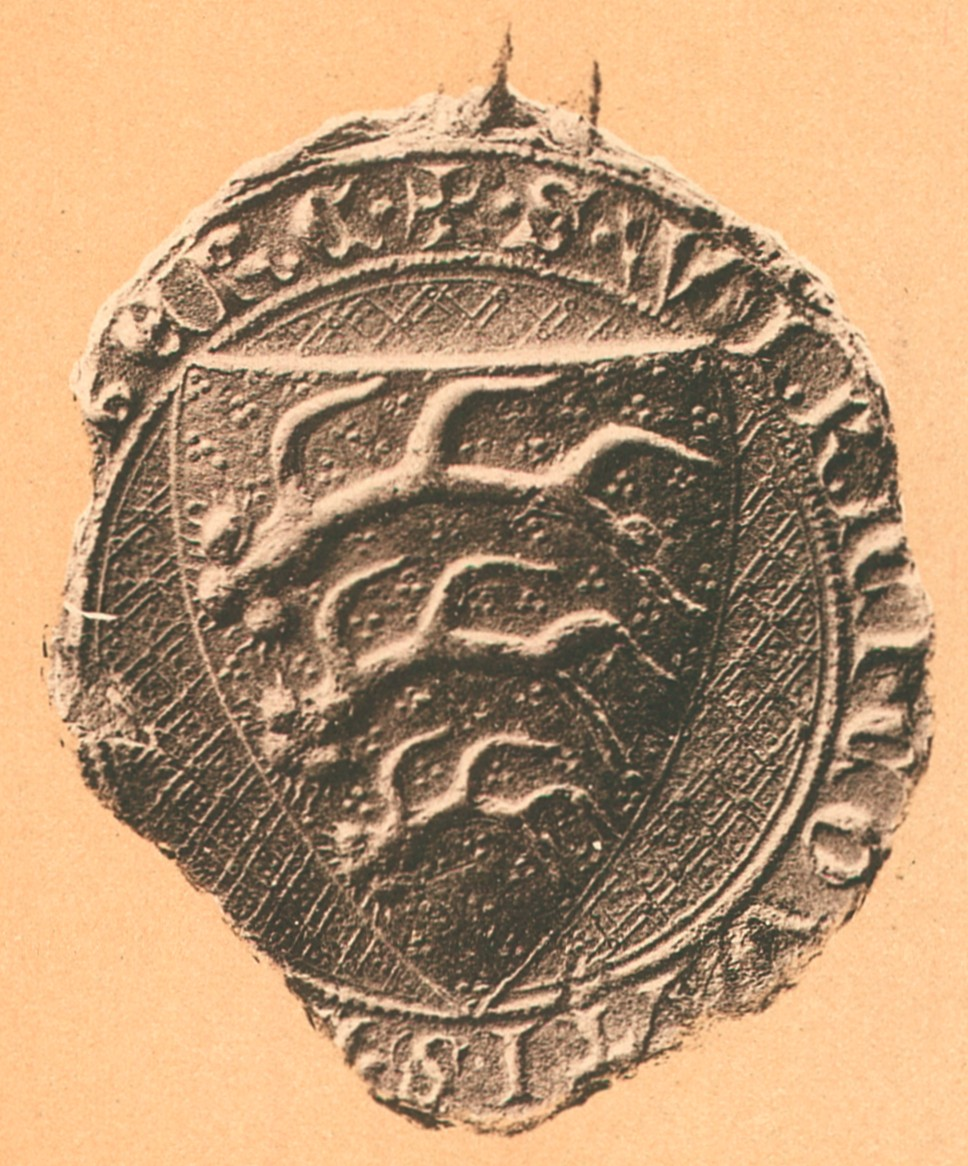
Sello de Ulrico I (1259)

La relación de Ulrico con sus predecesores no está clara. El historiador Hansmartin Decker Hauff considera a Ulrico hijo de Armando de Wurtemberg e Irmengarda de Ulten. Armando (Hermann), a quien solo se menciona una vez, en 1231, es probablemente un hijo de Armando I de Wurtemberg-
Era primo del conde Armando II de Grüningen y pariente, del lado de su padre, del conde Adalberto IV, conde de Dillingen. 
Ulrico se casó dos veces. De su primer matrimonio, con Matilde de Baden, hija de Germán V, tuvo dos hijas y un hijo, que lo sucedió como conde Ulrico II. De su segundo matrimonio con Inés de Schlesien Liegnitz tuvo otro hijo, Everardo I y posiblemente otra hija.

## Conde de Wurtemberg
La lucha entre Federico II Hohenstaufen y los papas Gregorio IX e Inocencio IV tuvo efecto en las condiciones en el ducado de Suabia, del que Wurtemberg era una parte. Después de la excomunión de Federico y la deposición por el Concilio de Lyon, Ulrico se unió al antirrey Enrique Raspe y Guillermo II de Holanda, contra el hijo de Federico Conrado IV. Con apoyo de Ulrico, Conrado IV fue derrotado. Ulrico usó la situación, para desarrollar su poder dentro de Suabia. Después de la muerte de Conrado IV en 1254, sin embargo, su hijo de dos años Conradino fue reconocido como duque de Suabia. El guardián de Conradino, el duque Luis II de Baviera se anexionó los territorios que Ulrico había ganado al derrotar a Conrado IV, a Suabia. Ulrico se vio así obligado a concentrar en el valle medio del Neckar como la base del condado de Wurtemberg. Su matrimonio con Matilde de Baden le permitió controlar la región desde el margraviato de Baden. Stuttgart, futura capital de Wurtemberg, fue entregada a Wurtemberg por Baden como resultado de esta boda.

## Descendencia
Con Matilde de Baden, hija de Germán V de Baden
- Inés de Wurtemberg
- Matilde de Wurtemberg
- Ulrico II

Con Inés de Schlesien Liegnitz
- Everardo I
- Irmengarda de Wurtemberg